# Berenziaki (kraï du Kamtchatka)
Berenziaki (en russe : Ми́льково), est un village du kraï du Kamchatka en Extrême-Orient russe, du raïon de Ielizovo dans le sud-est du kraï, et dans la municipalité de Novolesnoï. Sa population s'élevait à 293 habitants en 2021.

## Géographie
Le village de Berenziaki se situe dans le kraï du Kamtchatka, un kraï de l'Extrême-Orient russe. Il fait ainsi partie du district fédéral extrême-oriental, et le village se situe dans le raïon de Ielizovo dans le centre du kraï, qui compte en tout 27 localités.  Le village se trouve à 22 km à l'est de Ielizovo, le centre administratif du raïon, et à 46 km au nord de Petropavlovsk-Kamtchatski, la capitale du kraï.
Berenziaki, comme tout le kraï du Kamtchatka, est située dans le fuseau horaire MSK+9 (heure du Kamtchatka). Le décalage horaire appliqué par rapport au temps universel coordonné est +12:00.
Berenziaki est située dans le sud-est de la péninsule du Kamtchatka, et se situe sur la rive droite du fleuve Avatcha.

## Histoire
Le village a été fondé le 10 janvier 1959.

## Démographie
Recensements (*) et estimations de la population,,,:
| 2002* | 2010* | 2021* | - | - | - |
| ----- | ----- | ----- | - | - | - |
| 368   | 331   | 293   | - | - | - |

En 2002, sur les 368 habitants, il y avait 87 % de Russes.

## Transports
La route régionale Petropavlovsk-Kamtchatski — Milkovo passe près du village.